# مدرسة أثينا (لوحة)
مدرسة أثينا (بالإيطالية: Scuola di Atene)‏، هي رسم جدراني رسمه الفنان الإيطالي رافائيل، بين سنتي 1509 و1510.
تصف الرسمة علماء الفلسفة يتحاورون ويشرحون داخل إحدى الفصول الدراسية محاضرة عن الفلسفة، ومن بين هؤلاء العلماء العالم العربي الأندلسي ابن رشد.
رسم اللوحة بناءً على وعده لتزين غرف قصر أبوستوليك في الفاتيكان، وهذا المشروع قد سمي بـ (غرف رافاييل). كانت أول غرفة يتم تزينها ولوحة مدرسة أثينا هي ثاني لوحة يتم الانتهاء من رسمها، بعد رسمة (La disputa). لطالما رأى الناس أن رسمة مدرسة أثينا هي تحفة الفنان الإيطالي، وهي مثال كامل على الروح الكلاسيكية العالية للإبداع الفني. وأيضًا في صورة يوجد مع ابن رشد وأرسطو وأفلاطون وسقراط وأبيقور وميكيلانجيلو.

## شخصيات اللوحة

1:زينون الرواقي أو زينون الإيلي ؛ 2:إبيقور ؛ 3:فيديريكو الثاني دي مانتوفا ؛ 4:بوثيوس أو أناكسيماندر أو إيمبيدوكليس ؛ 5:ابن رشد ؛ 6:فيثاغورس ؛ 7:ألكيبيادس أو الإسكندر الأكبر ؛ 8:أنتيستنيس أو كسينوفون ؛ 9:هيباتيا أو فرانسيسكو ماريا الأول ديلا روفر ؛ 10:إيسخينيس أو كسينوفون ؛ 11:بارمنيدس ؛ 12:سقراط ؛ 13:هرقليطس ؛ 14:أفلاطون (يمسك طيمايوس)؛ 15:أرسطو (يمسك الأخلاق النيقوماخية)؛ 16:ديوجين سينوب ؛ 17:أفلوطين ؛ 18:أقليدس أو أرخميدس (محاطين بتلامذة)؛ 19:سترابو أو زرادشت ؛ 20:كلاوديوس بطليموس ؛ 21:رفائيل ؛ 22:إل سودوما.

## المنهج، والموضوع، والهوية، والتفسيرات
تُعد لوحة مدرسة أثينا واحدة من مجموعة تضم أربع لوحات جدارية رئيسية على جدران غرف رافائيل (تلك الموجودة على الجانبين وتفصل بينهما النوافذ) التي تصور فروع المعرفة المتميزة. تُحدد كل سمة أعلاه من خلال «توندو» منفصل يصور شخصية نسائية مهيبة تجلس في السحب، مع وضع العبارات:«ابحث عن الأسباب»، و«الإلهام الإلهي»، و«معرفة الأشياء الإلهية» (الخلافات)، «إلى كل ما هو مستحق». وفقًا لذلك، تمثل الأشكال الموجودة على الجدران الفلسفة والشعر (بما في ذلك الموسيقى) واللاهوت والقانون. العنوان التقليدي للوحة ليس رافائيل. يشير موضوع «المدرسة» في الواقع إلى «الفلسفة»، أو على الأقل الفلسفة اليونانية القديمة، وتخبرنا العلامة الموجودة أعلى التوندو «الأسباب»، ما هو النوع، مثلما يبدو أنه يردد تأكيد أرسطو على الحكمة باعتبارها معرفة السبب، ومن ثم معرفة الأسباب، في كتاب الميتافيزيقيا الأول والفيزياء الثاني. في الواقع، يبدو أن أفلاطون وأرسطو هما الشخصيتان المركزيتان في المشهد. ومع ذلك، سعى جميع الفلاسفة من أجل تصوير المعرفة من الأسباب الأولى. عاش الكثيرون قبل أفلاطون وأرسطو، وكان ثلثهم من الأثينيين. تحتوي الهندسة المعمارية للوحة على عناصر رومانية، لكن الإعداد العام نصف الدائري الذي يوجد به أفلاطون وأرسطو في مركزه قد يكون إشارة إلى النقطة المطوقة لفيثاغورس.
اقترح المعلقون أنه يمكن العثور على كل فيلسوف يوناني كبير تقريبًا في اللوحة، ولكن تحديد الصور المصورة أمر صعب، ذلك بسبب عدم تقديم رافائيل أي تسميات خارج أوجه الشبه الممكنة، وعدم وجود وثائق معاصرة تشرح اللوحة. وما زاد المشكلة تعقيدًا أنه كان على رافائيل أن يخترع نظامًا من الأيقونات من أجل التلميح إلى شخصيات مختلفة لا توجد أنماط مرئية تقليدية لها. على سبيل المثال، في حين إمكانية التعرف على شخصية سقراط على الفور من خلال التماثيل الكلاسيكية، فإن الإبيقور المزعوم بعيد كل البعد عن نمطه القياسي. بصرف النظر عن هويات الشخصيات الموضحة، فقد فُسرت عديد من جوانب اللوحة الجدارية بشكل مختلف، لكن القليل من هذه التفسيرات قُبلت بالإجماع بين العلماء.
إن الفكرة الشائعة التي تشير إلى أنه من المرجح للغاية أن تكون الإيماءات الخطابية لأفلاطون وأرسطو هي أنواع من التأشير (إلى السماء والأرض). لكن طيماوس أفلاطون -وهو كتاب يضعه رافائيل في يده- كان استعراضًا متطورًا للفضاء والوقت والتغيير، بما في ذلك الأرض التي وجّهت العلوم الرياضية لأكثر من ألف عام. يرى أرسطو -مع نظريته المكونة من أربعة عناصر- أن كل التغيير على الأرض كان بسبب حركات السماوات. في اللوحة، يحمل أرسطو أخلاقه التي نفى إمكانية اختزالها في العلوم الرياضية. ليس من المؤكد إلى أي مدى كانت معرفة الشاب رافائيل بالفلسفة القديمة، وما هو التوجيه الذي قد يكون لديه من أشخاص مثل برامانتي، أو ما إذا كان هناك برنامج تفصيلي يمليه راعيه، البابا يوليوس الثاني.
ومع ذلك، فُسِّرَت اللوحة الجدارية مؤخرًا على أنها تحفيز للفلسفة، وبصورة أعمق على أنها تمثيل مرئي لدور الحب في الارتقاء بالناس نحو المعرفة العليا بما يتفق إلى حد كبير مع النظريات المعاصرة لمارسيليو فيسينو وغيرها من النظريات الحديثة. يرتبط المفكرون الأفلاطونيون برافائيل.
أخيرًا، وفقًا لفاساري: يشمل المشهد رافائيل نفسه، ودوق مانتوا، وزرادشت وبعض المبشرين الإنجيليين.
ومع ذلك، بالنسبة لهينريش فولفلين، «من الخطأ تمامًا محاولة تفسير مدرسة أثينا باعتبارها استعراضًا مقتصرًا على فئة معينة... كان الشيء الأكثر أهمية هو الدافع الفني الذي عبر عن حالة جسدية أو روحية، وكان اسم الشخص مسألة غير مهمة» في زمن رافائيل. ثم يقوم فن رافائيل بتنظيم مساحة جميلة ومتواصلة مع تلك الموجودة عند المشاهدين في الغررف، إذ تتفاعل مجموعة كبيرة ومتنوعة من الشخصيات البشرية، كل منها يعبر عن «حالات ذهنية من خلال أفعال جسدية»، في «تعدد الأصوات» على عكس أي شيء في الفن السابق، ضمن الحوار المستمر للفلسفة.

## الرسومات والشخصيات
مجموعة من اللوحات هي دراسات رسمها رافيل عن عائلة ديوجين في فرانكفورت  بينما كانت دراسة لمجموعة حول فيثاغورس في الجزء السفلي الأيسر من اللوحة محفوظة في متحف ألبرتينا في فيينا. عدة رسومات تظهر رجلين يتحدثان أثناء صعود الدرج على اليمين وميدوسا على درع أثينا [بحاجة لمصدر]،  تمثال أثينا (مينيرفا) وثلاثة تماثيل أخرى،  دراسة لمشهد القتال في الإغاثة تحت أبولو، و«إقليدس» يعلم تلاميذه في متحف الفنون اشموليان وعلم الآثار في جامعة أكسفورد.
مجموعة الفلاسفة على اليسار المقدمة تذكرنا بشخصيات من عشق ليناردو للمجوس، إلى جانب ذلك هناك بعض نقوش منحوتات نحتها ماركنتونيو رياموندي؛ ربما كانت تستند إلى رسومات خسرها رافائيل، وهي لا تشابه الفريسكو تماما.

## النُسخ
في متحف فكتوريا وألبرت في لندن اللوحة قماشية مستطيلة الشكل 4*8 متر، سجلها أنتون رافيل في 1755 في حضور المحكمة الشرقية، كثرت النسخ الحديثة الجدارية من اللوحة على سبيل المثال يمكن رؤية واحدة بالحجم الكامل في قاعة أولد كابل في جامعة فرجينيا عرضها جورج دبليو بريك في 1902 لاستبدال نسخة قديمة دُمرت في حريق عام 1895، كانت أقل بأربعة بوصات من الأصلية لأن الفاتيكان لايسمح بنسخة مطابقة من أعماله الفنية، النسخ الأخرى توجد في كاتدرائية كونيغسبرغ، وفي جامعة شمال كارولينا، وفي اتحاد طلاب جامعة آشفيل ايسميث، وأحدثها في غرفة الندوات في كلية بروكس جامعة بايلور. كما أن هناك رسوم موجودة في ميلان تفتقد إلى الخلفية المعمارية وشخصيات هيرقل ورافائيل وبروتوجينيس.
نسخة من لوحة أثينا لمدرسة رافيل كانت على جدار استراحة الدرج التي تؤدي إلى الطابق الرئيسي المشهور بمكتبة سانت جينيفيف في باريس، الشخصيين على يسار أفلاطون استخدموا كجزء من غلاف كل من ألبومين (Use Your Illusion I and II) وأسلحة الورد (Guns N' Roses)

## أكاديمية أفلاطون الفسيفساء من بومبي

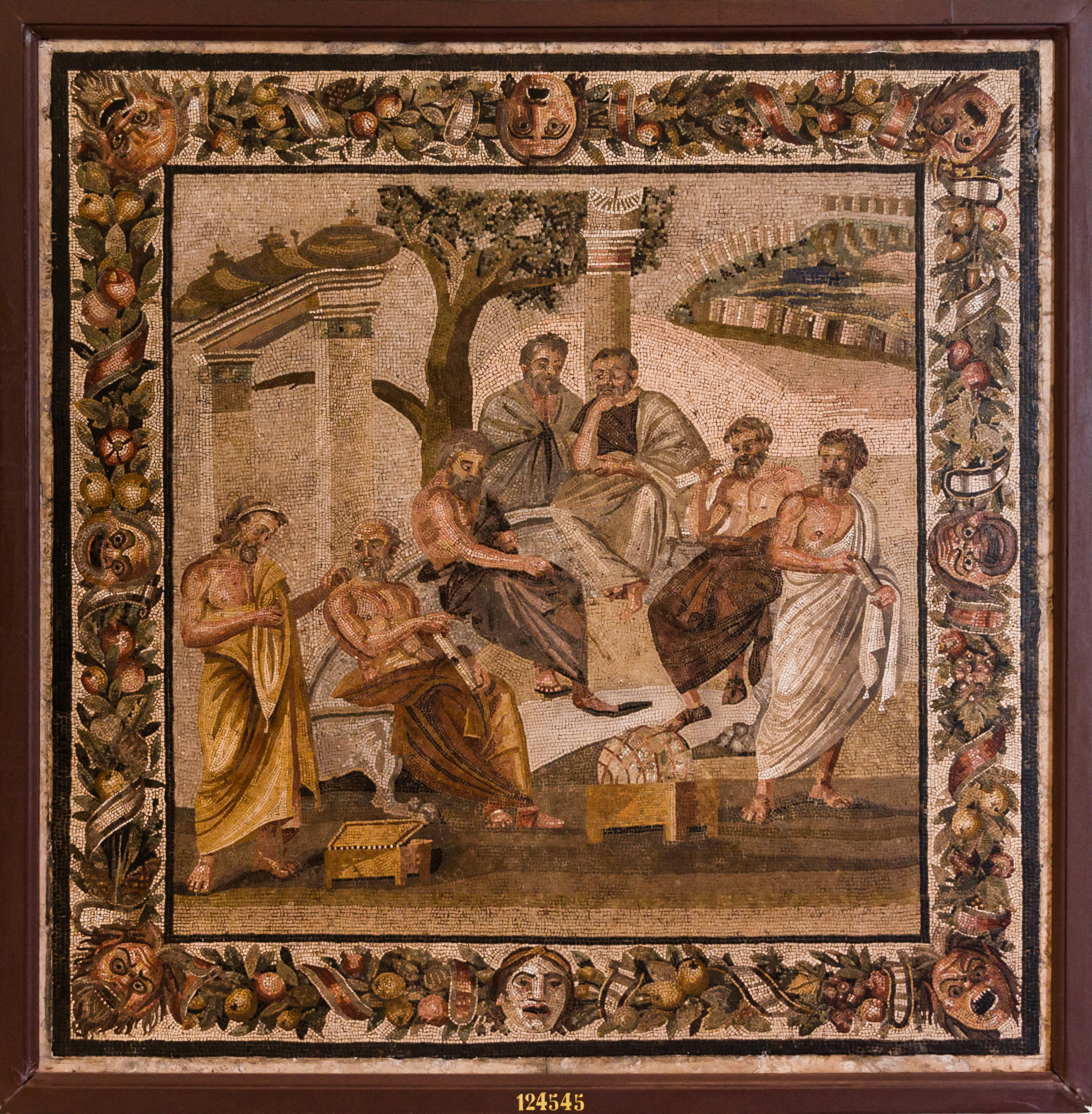
أكاديمية أفلاطون من بومبي

موضوغ مشابه عرف بأكاديمية الفسيفساء لأفلاطون[بحاجة لمصدر] وبرزت من تماثيل في سرابيوم الإسكندرية ومفيس سقارة وكلاهما في مصر القنصل العام الفرنسي بالإسكندرية جان فرانسوا (1774-1837) ذكر في القرن التاسع عشر 9 تماثيل في سراب الإسكندرية كانت تمسك بلفافات و11 تمثال وجدو في سقارة، بعد دراسة " "التماثيل البطلمية لسارابيون في ممفيس" اتضح ربما أنهم نحتوا في القرن الثالث بالحجر الجيري والجص، البعض منهم واقفون وآخرين جلوس. يرى كل من روي وريز عام 1956 أن كلا المشهدين في سراب الإسكندرية وسقارة لهما نفس الموضوع. [بحاجة لمصدر]

## معرض الصور

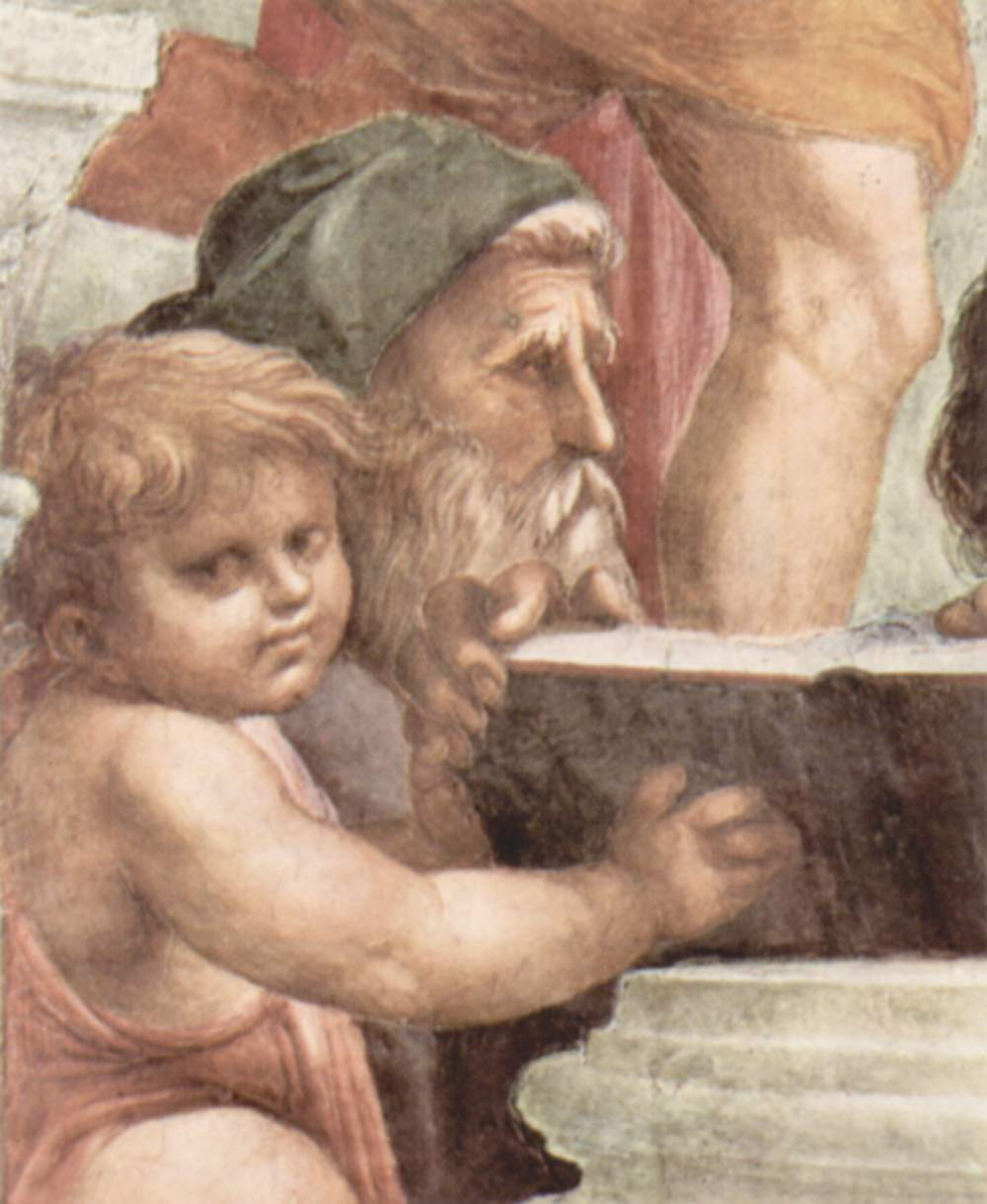
زينون الرواقي
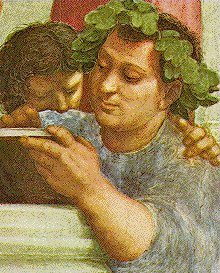
إبيقور
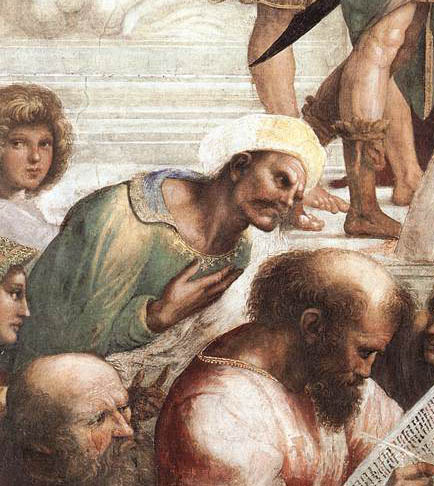
ابن رشد وفيثاغورس
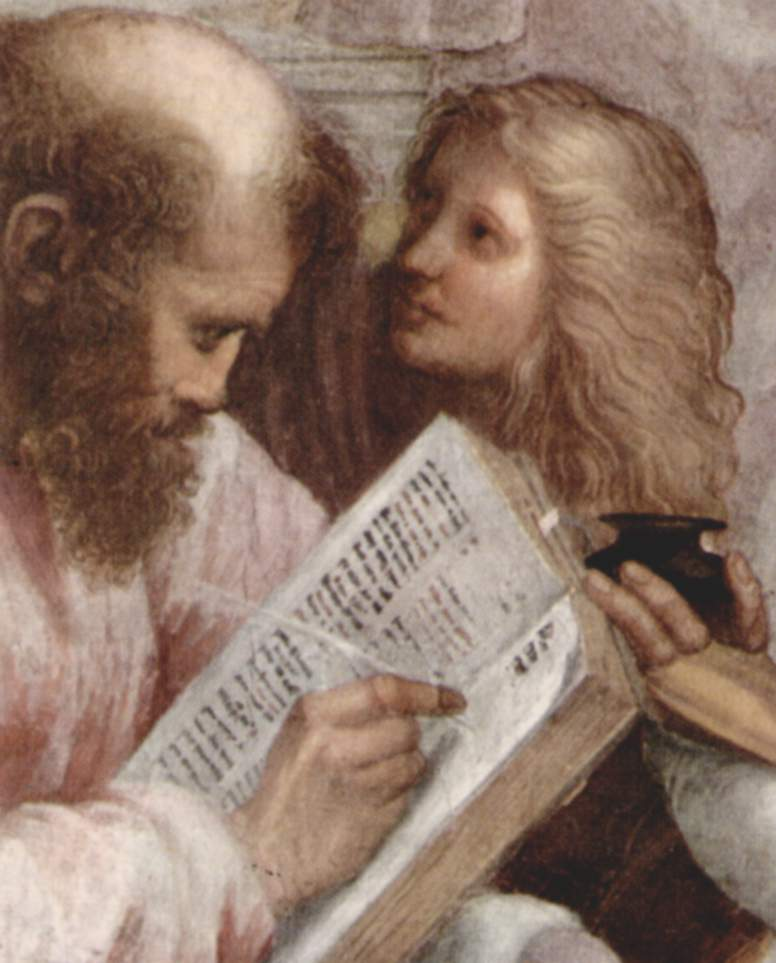
فيثاغورس
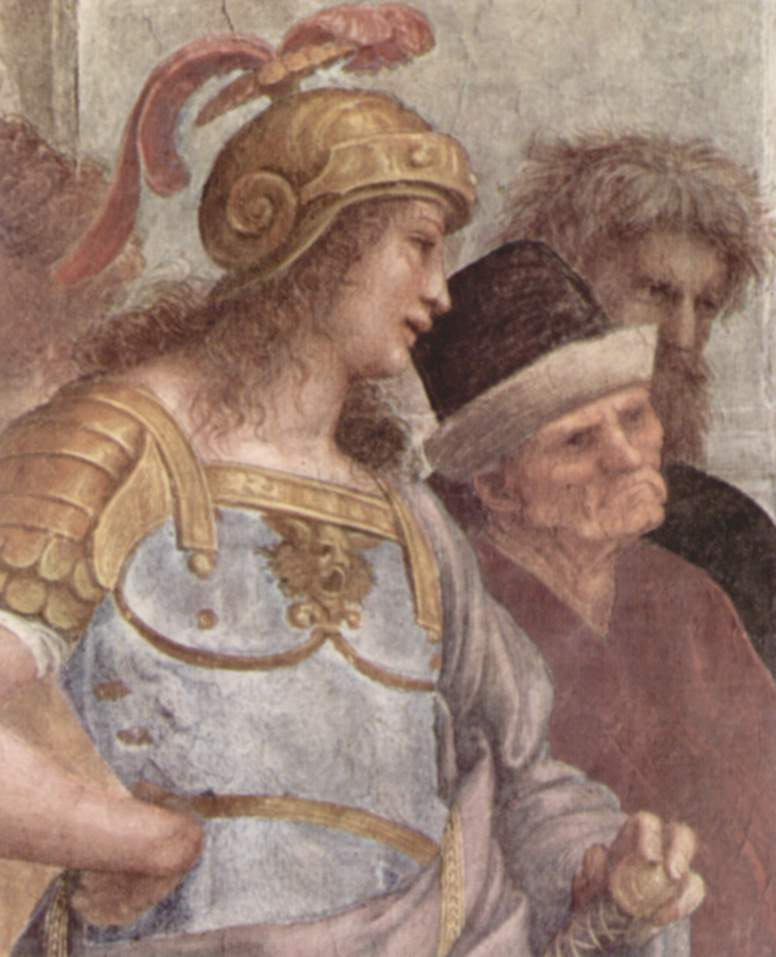
ألكيبيادس أو الإسكندر الأكبر أنتيستنيس أو كسينوفون
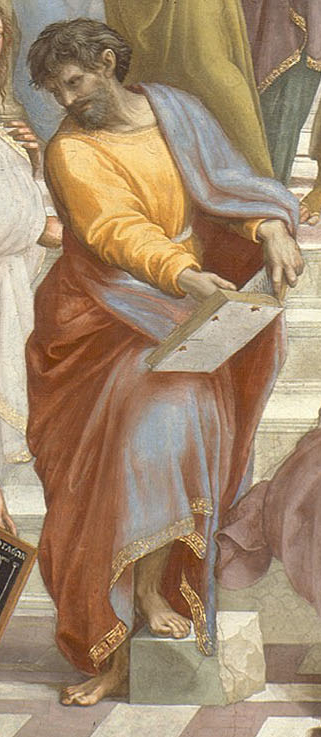
بارمينيدس
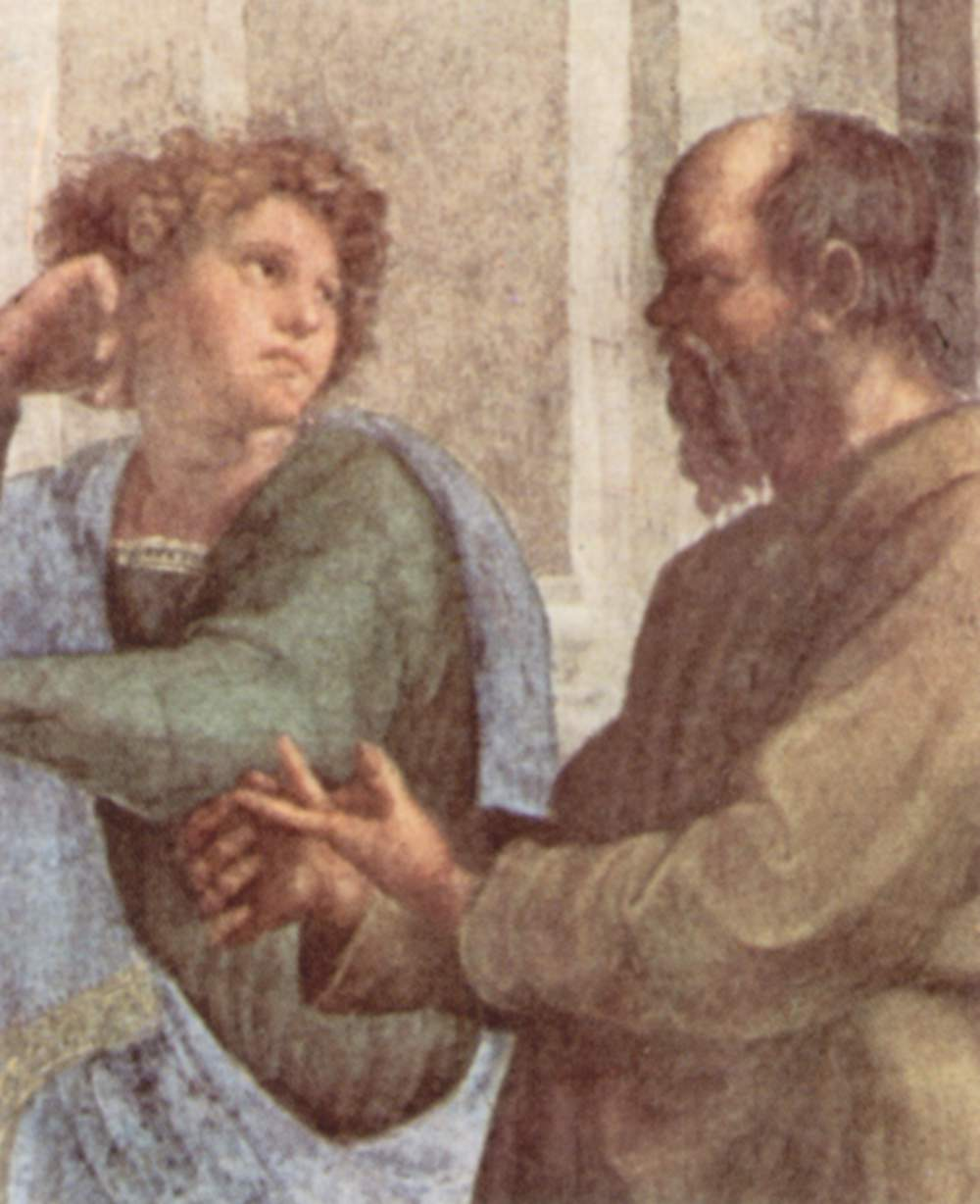
سقراط وإيسخينيس
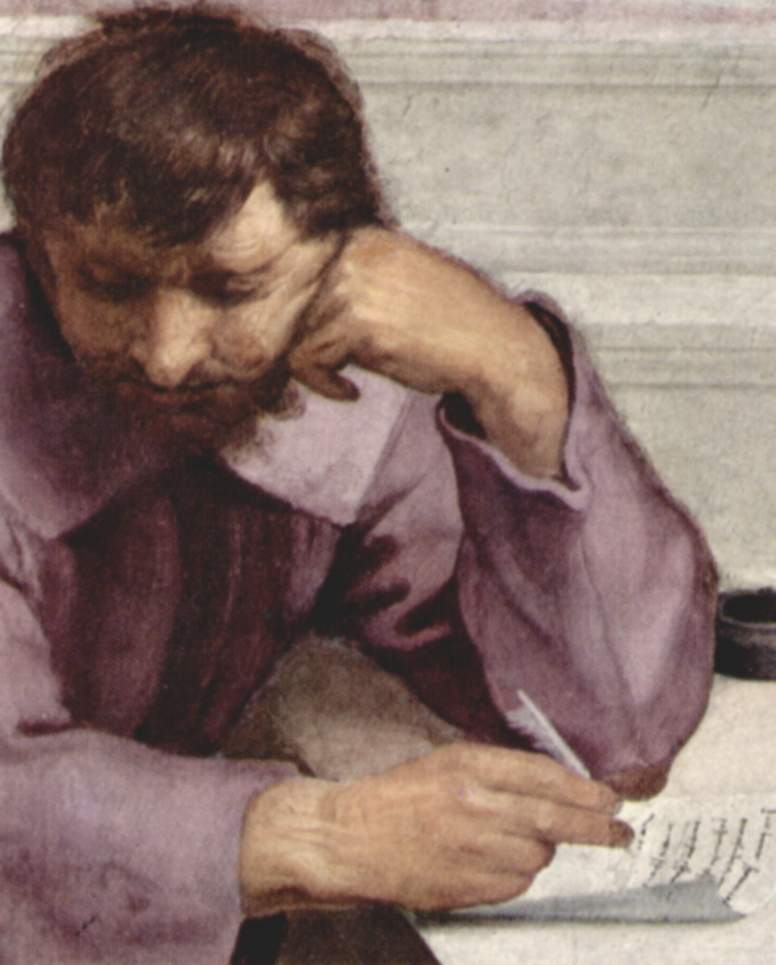
هرقليطس
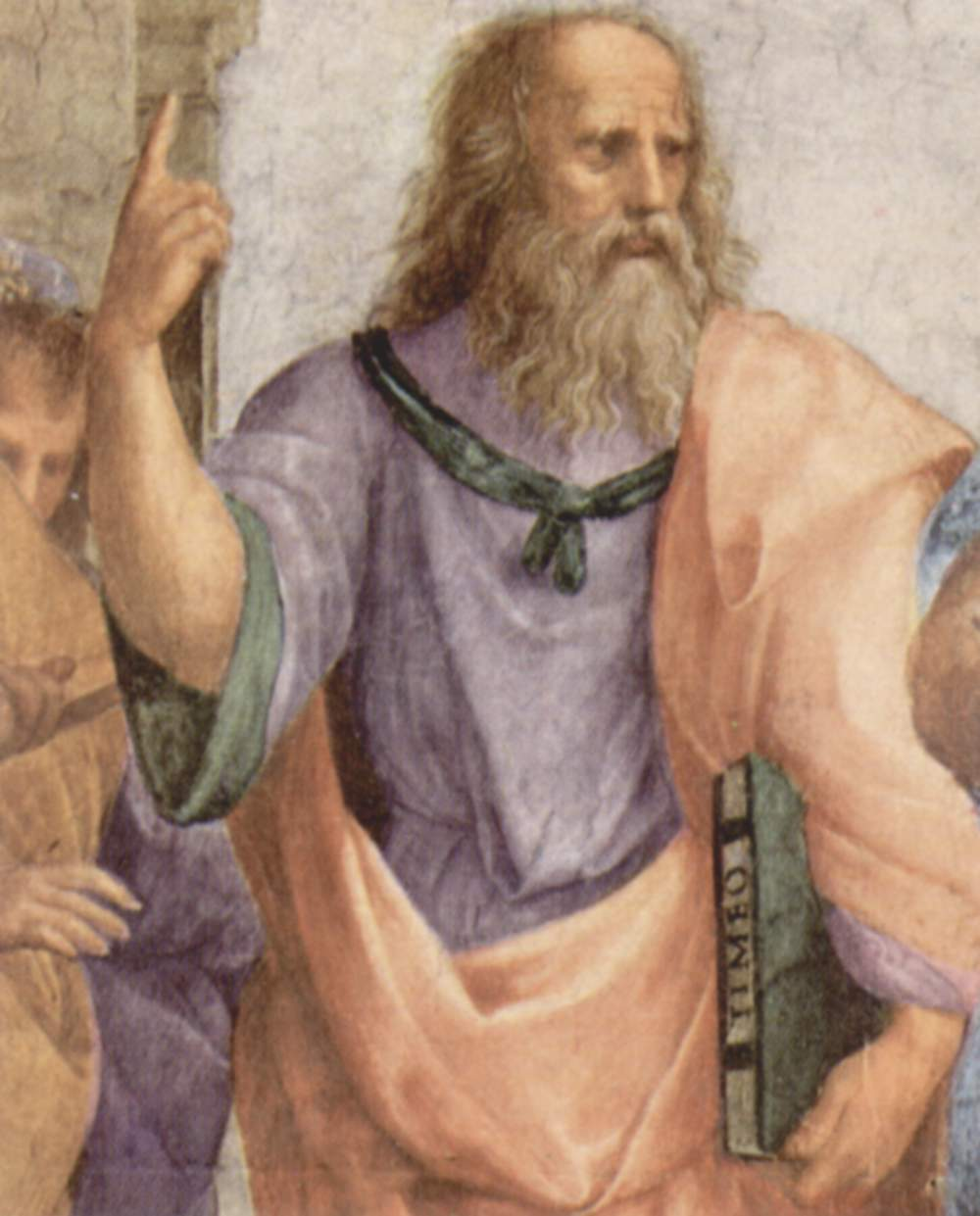
أفلاطون
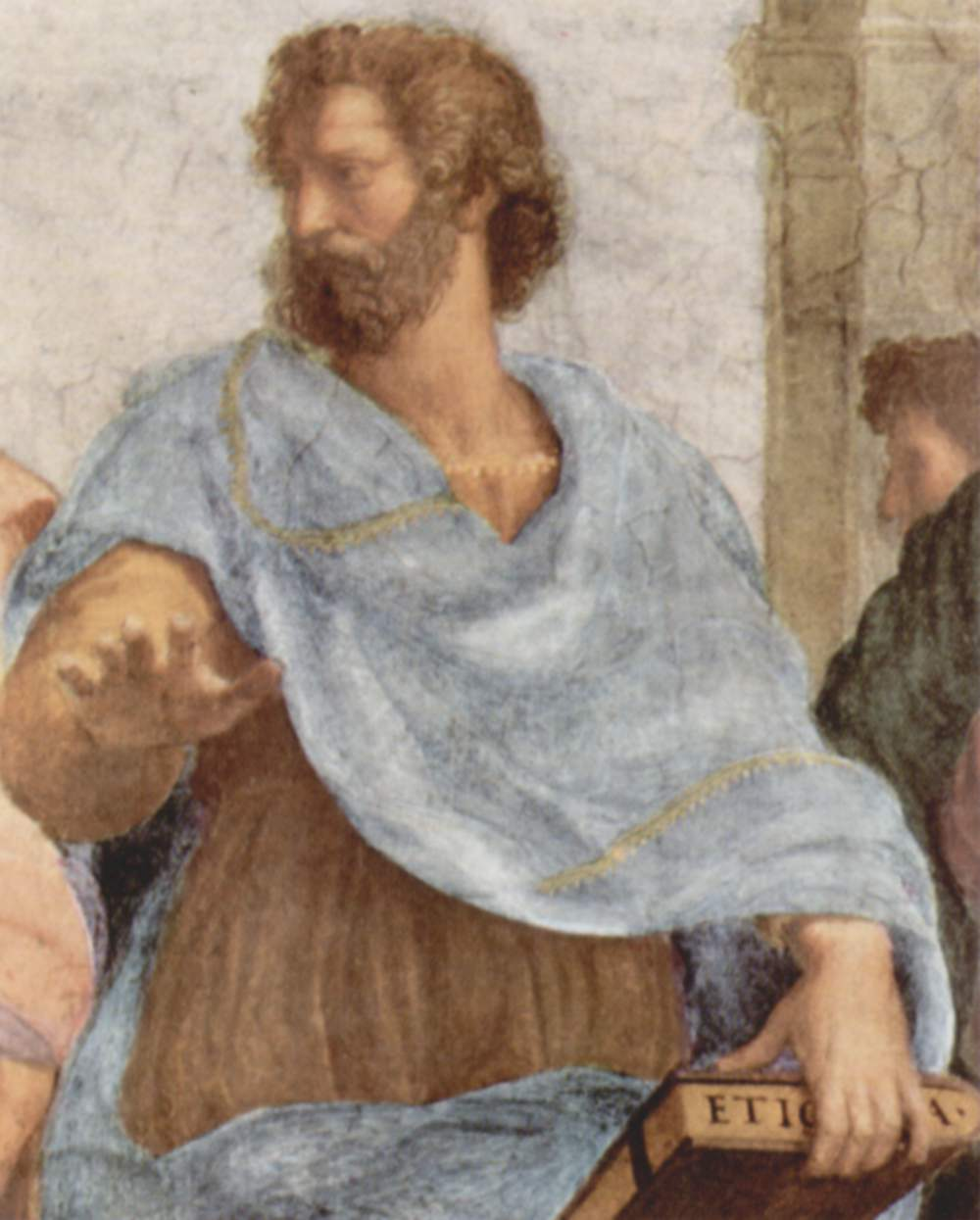
أرسطو
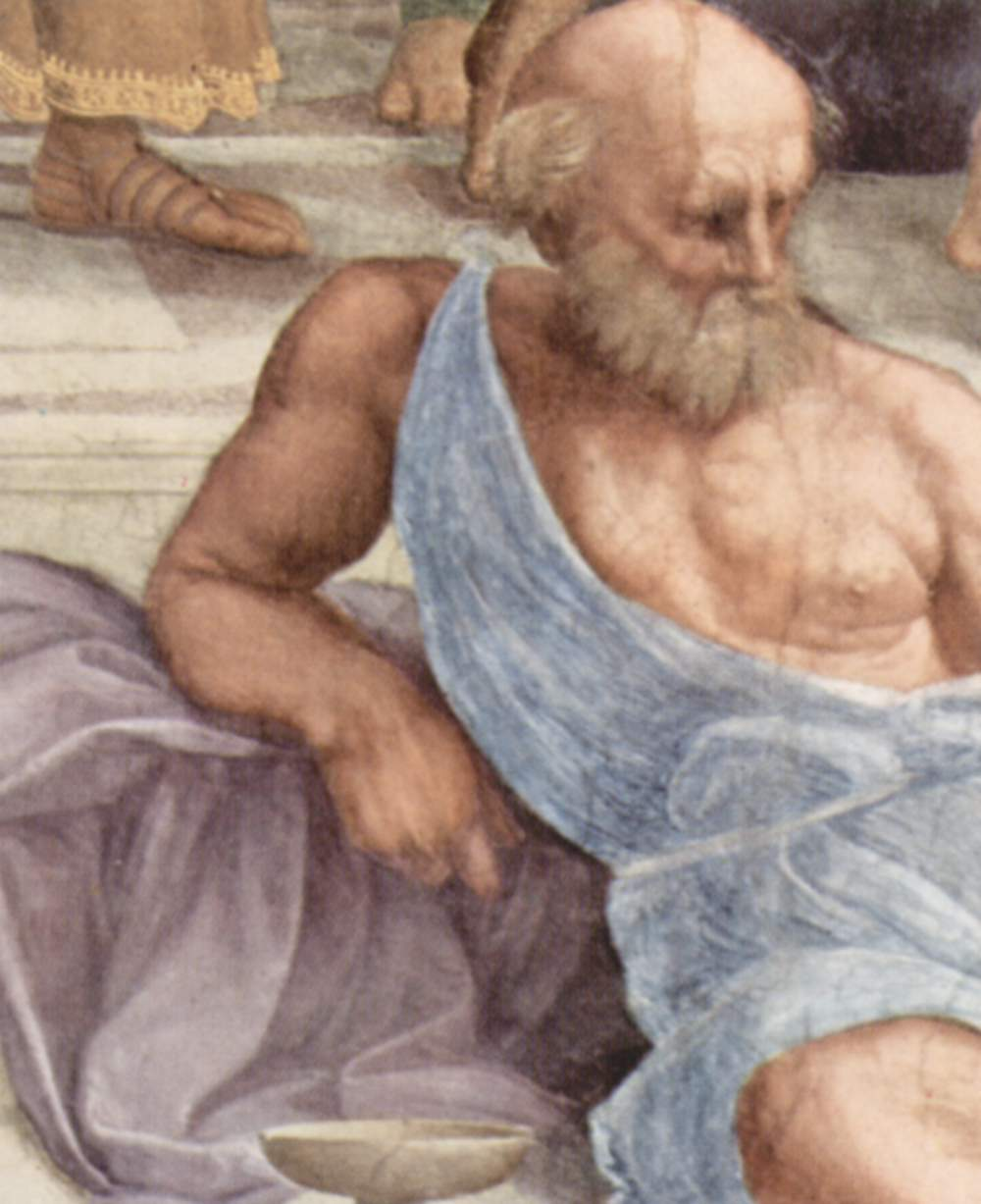
ديوجانس